# Larry Parks
Larry Parks est un acteur américain né le 13 décembre 1914 et mort le 13 avril 1975. Il fut une des victimes du maccarthysme.

## Biographie

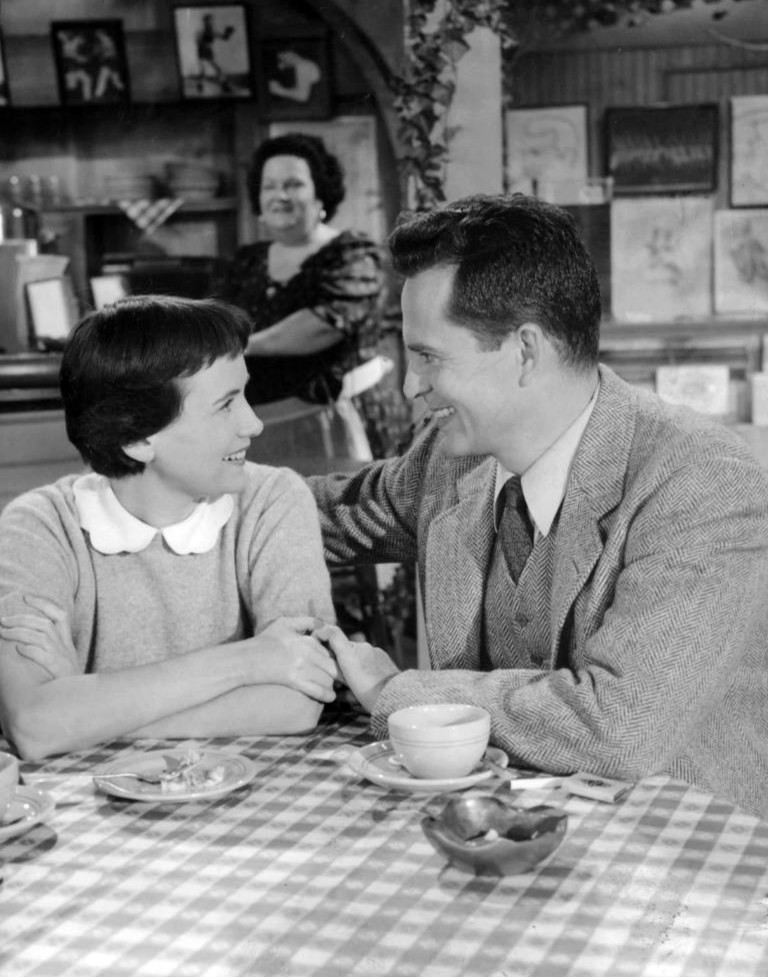
Teresa Wright et Larry Parks au théâtre en 1954.

Larry Parks est nommé en 1947 aux Oscars dans la catégorie meilleur acteur pour le rôle d'Al Jolson dans Le Roman d'Al Jolson (The Jolson Story). Quatre ans plus tard, il est placé sur liste noire pour ses prétendues sympathies avec le Parti communiste américain. Sa carrière ne s'en remettra pas.

### Vie privée
Larry Parks a été marié à l'actrice Betty Garrett de 1944 à sa mort en 1975. Ils ont eu ensemble deux enfants, dont l'acteur Andrew Parks (en). Il meurt d'une crise cardiaque le 13 avril 1975 à l'âge de 60 ans.

## Filmographie
- 1941 : Mystery Ship : Tommy Baker
- 1941 : Harmon of Michigan : Harvey
- 1941 : Tu m'appartiens (You Belong to Me) : Blemish
- 1941 : Three Girls About Town de Leigh Jason : Reporter
- 1941 : Sing for Your Supper (en) de Charles Barton : Mickey
- 1941 : Harvard, Here I Come! (en) de Lew Landers : Eddie Spellman
- 1942 : Blondie Goes to College (en) de Frank R. Strayer : Rusty Bryant
- 1942 : Canal Zone : Recruit Kincaid
- 1942 : Alias Boston Blackie (en) de Lew Landers : Joe Trilby
- 1942 : North of the Rockies : Jim Bailey
- 1942 : Hello, Annapolis : Paul Herbert
- 1942 : Submarine Raider : Sparksie
- 1942 : Embrassons la mariée (They All Kissed the Bride) : Joe Krim
- 1942 : Flight Lieutenant (en) de Sidney Salkow : Cadet Sandy Roth
- 1942 : Atlantic Convoy : Gregory
- 1942 : A Man's World : Chick O'Driscoll
- 1942 : Le Château des loufoques (The Boogie Man Will Get You) de Lew Landers : Bill Layden
- 1942 : O toi ma charmante! (You Were Never Lovelier) : Tony, le copain de Lita
- 1943 : Power of the Press : Jerry Purvis
- 1943 : Reveille with Beverly Charles Barton : Eddie Ross
- 1943 : Redhead from Manhattan : Flirt
- 1943 : First Comes Courage : Capt. Langdon
- 1943 : Destroyer de William A. Seiter : Ens. Johnson
- 1943 : Is Everybody Happy? (en) de Charles Barton : Jerry Stewart
- 1943 : The Deerslayer (en) de Lew Landers : Jingo-Good
- 1944 : The Racket Man de D. Ross Lederman : Larry Lake
- 1944 : Hey, Rookie : Jim Leighter
- 1944 : Jam Session : Actor at Superba Pictures
- 1944 : The Black Parachute : Michael Kaligor Lindley
- 1944 : Stars on Parade (en) : Danny Davis
- 1944 : Sergeant Mike : Pvt. Tom Allen
- 1944 : She's a Sweetheart : Rocky Hill
- 1945 : Counter-Attack : Kirichenko
- 1946 : Les Indomptés (Renegades) de George Sherman : Ben Dembrow (Ben Taylor)
- 1946 : Le Roman d'Al Jolson (The Jolson Story) : Al Jolson
- 1947 : L'Étoile des étoiles (Down to Earth) : Danny Miller
- 1948 : Le Manoir de la haine (The Swordsman) de Joseph H. Lewis : Alexander MacArden
- 1948 : Le Chevalier belle-épée : Lt. David Picard
- 1949 : Je chante pour vous (Jolson Sings Again) : Al Jolson / Lui-même
- 1950 : Emergency Wedding (en) : Peter Judson Kirk Jr.
- 1952 : Ruse d'amour (Love Is Better Than Ever) de Stanley Donen : Jud Parker
- 1955 : Tiger by the Tail : John Desmond
- 1962 : Freud, passions secrètes (Freud) : Dr. Joseph Breuer

## Distinctions
Larry Parks est nommé en 1947 aux Oscars dans la catégorie meilleur acteur pour le rôle d'Al Jolson dans Le Roman d'Al Jolson (The Jolson Story).